# Darren Dunstan
Darren Tiberius Dunstan es un actor y director de doblaje canadiense basado en Nueva York. Él es conocido por ser la voz de Pegasus J. Crawford/Maximillion Pegasus en la versión inglés Yu-Gi-Oh! y el maestro Splinter en la serie de televisión de 2003 Las Tortugas Ninja. En toda su vida ha proporcionado la narración y la dirección de voz en varios trabajos en 4Kids Entertainment y DuArt Film and Video.

## Filmografía

### Series Animadas
- Chaotic - Kazdan "Kaz" Kalinkas
- Las Tortugas Ninja (2003) - Splinter, Sliver, Tsunami, Consejo de los Tres
- Teenage Mutant Ninja Turtles: Fast Forward - Splinter
- Teenage Mutant Ninja Turtles Smash-Up - Splinter, Locutor
- Viva Piñata - Mongo Macaracoon, General Pengum
- Winx Club - Voces adicionales

### Crédito personal
- Dino rey - Director de doblaje
- Fighting Foodons - Director de doblaje[2]
- Pokémon - Voice Director[2]
- Pokémon: El Destino de Deoxys - Director de doblaje
- Pokémon Channel - Director de doblaje
- Turtles Forever - Director de doblaje
- Yu-Gi-Oh! 5D's - Director de doblaje
- Yu-Gi-Oh! 3D Bonds Beyond Time - Director de doblaje
- Yu-Gi-Oh! ZEXAL - Director de doblaje
- Yu-Gi-Oh! ARC-V - Director de doblaje